# Севастаки Гънзовянов
Севастаки Иванов Гънзовянов е български политик, кмет на Видин.

## Биография
Роден е през 1825 г. във видинското село Гъмзово. Обвиняван е от Захари Стоянов в сътрудничество с турските власти преди освобождението. През 1861 г. финансира издаването на списание „Български книжици“ в Цариград. През 1870 г. открива детска колония при манастира „Св. Петър“, до село Дружба. Мандатът му трае от 2 януари 1883 до 13 април 1884 г. След това е общински съветник. Умира на 23 февруари 1898 г..